# John Alexander Greer

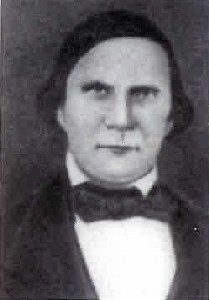

John Alexander Greer, född 18 juli 1802 i Shelbyville, Tennessee, död 4 juli 1855, var en amerikansk politiker (demokrat). Han var först en framträdande politiker i Republiken Texas och sedan viceguvernör i delstaten Texas 1847–1851.
Greer var ledamot av Republiken Texas senat 1837–1845. Han efterträdde i juli 1845 William Beck Ochiltree som Republiken Texas finansminister men ämbetsperioden blev kortvarig i och med att USA annekterade Texas. Som viceguvernör tjänstgjorde Greer mellan 1847 och 1851 under guvernörerna George Tyler Wood och Peter Hansborough Bell.
Frimuraren Greer gravsattes först i närheten av San Augustine men gravplatsen flyttades 1929 till Texas State Cemetery i Austin.